# 1400
Cette page concerne l'année 1400  du calendrier julien. Pour l'année 1400 av. J.-C., voir 1400 av. J.-C. Pour le nombre 1400, voir 1400 (nombre).
L'année 1400 est une année séculaire et une année bissextile qui commence un jeudi.

## Événements
- Printemps : Tamerlan marche sur Tiflis, installe une garnison dans la citadelle et ravage la Géorgie[1].
- Août : Tamerlan entre en Asie mineure où il reçoit l'hommage de l'émir d'Erzincan Taherten[1]. Le Qara Qoyunlu Kara Youssouf, vaincu, se réfugie en Égypte.
- 22 août : Tamerlan pénètre dans l'empire ottoman et prend Sivas. Il fait enterrer vivants 4000 guerriers arméniens et fait écraser sous les sabots de ses chevaux tous les enfants de la cité[2]. Puis il marche de Malatya vers Alep en Syrie, défendue par le sultan mamelouk burjite d'Égypte Faradj. Pendant que Tamerlan est occupé en Syrie, le sultan ottoman Bayezid Ier assiège et prend Erzincan. Il fait prisonnier Taherten et sa famille[1].
- 30 octobre : Tamerlan s'empare d'Alep[3]. Il prend Hama, Homs et Baalbek et se présente devant Damas en décembre[1].
- 25 décembre : défaite de Faradj devant Damas. Appelé au Caire par une sédition, il abandonne la ville après un simulacre de défense le 8 janvier[4]. Les habitants envoient des ambassades (dont l’historien tunisien Ibn Khaldoun le 10 janvier 1401[5]) pour négocier la reddition. La citadelle est tout de même prise et la Grande Mosquée partiellement incendiée. Tamerlan repart en mars 1401 et la Syrie retombe aux mains des mamelouks.
- Parameswara, un prince exilé de Palembang en 1377 fonde le royaume de Malacca, dans la péninsule Malaise[6]. Il se serait peut-être converti à l’islam. Il s’entoure d’une aristocratie d’Orang Laut (« hommes de la mer »), décidés à contrôler le commerce maritime de l’océan Indien à la mer de Chine méridionale. L’empereur de Chine envoie une mission à Malacca dès 1403, et Parameswara lui rendra personnellement quatre fois visite.

### Europe
- 6 janvier : Soulèvement de l'Épiphanie[7] : découverte d’un complot ourdi contre le nouveau roi Henri IV d'Angleterre, par les lords dégradés des titres dont le roi déposé, Richard II, les avaient honorés.
- 7 janvier, France : ordonnance de Charles VI de France mentionnant pour la première fois le terme de pays d'élection (juridiction royale de première instance dont les juges étaient élus par le peuple)[8].
- 12 janvier[9] : Révolte à Gênes contre le gouverneur du roi de France Colart de Calleville qui doit fuir à Savone le 17.
- 17 janvier[10] : Battista Boccanegra est nommé gouverneur par les bourgeois de Gênes. Le roi de France refuse de le reconnaitre et il est chassé le 20 mars par les Adorno.
- 21 janvier : Pérouse se donne au duc de Milan Jean Galéas Visconti[11]. Assise (mai), Spolète, Lucques et Bologne sont prises en 1400-1401.
- 14 février : meurtre de l’ex-roi Richard II d'Angleterre au château de Pontefract[12].
- 26 mars : Battista de Franchi est nommé gouverneur par les bourgeois de Gênes (fin en 1401). Les troubles recommencent le 18 avril[10].
- 23 avril : début du règne d'Alexandre Ier le Bon, prince de Moldavie (fin en 1432)[13].
- 26 mai[14] : la diète de Francfort envisage la déposition de l'empereur Wenceslas. Frédéric de Brunswick aurait été pressenti pour lui succéder, mais il est assassiné le 5 juin à Kleinenglis par le comte Henri VII de Waldeck (en) et ses sbires, Friedrich von Hertingshausen et Konrad von Falkenberg, hommes-liges et féaux de Mayence.
- 9 juillet : Naples ouvre ses portes à Ladislas le Magnanime alors que son compétiteur Louis II d'Anjou est bloqué à Tarente. Louis obtient le libre passage pour son frère Charles du Maine qui s'est réfugié dans le Castel Nuovo puis retourne en Provence[15].
- 20 août[16] : Déposition de Wenceslas par les sept électeurs. Il abandonne l’empire à son frère Sigismond.

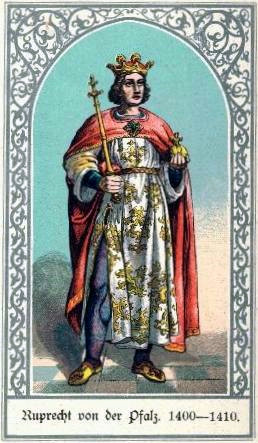
21 août : Robert du Palatinat est élu roi des Romains.

- 21 août : le Wittelsbach Robert du Palatinat est élu roi des Romains. Il n’est pas reconnu dans tout l’empire (fin de règne en 1410)[17].
- 23 août : Henri IV d'Angleterre ordonne au roi Robert III d'Écosse et aux barons écossais de lui rendre hommage. Devant leur refus, il envahit l’Écosse[18].
- 16 septembre : Owain Glyndŵr se proclame prince de Galles[19]. Allié aux Français et aux Écossais, il mène la dernière rébellion galloise jusqu'en 1415.
- 19 septembre : Henri IV d'Angleterre se rend dans le pays de Galles pour réprimer la rébellion.
- 13 novembre : Laurent de Premierfait termine sa première traduction en moyen français du De casibus virorum illustrium[20].
- 21 novembre[21] : Paolo Guinigi est élu seigneur de Lucques. Il exerce un pouvoir absolu jusqu'en 1430.

- Le pape Boniface IX célèbre une Année sainte[22].
- Début du règne de Chadi Beg, khan de la Horde d'or (fin en 1407)[1]. Il reprend les raids contre les Russes. Le pouvoir appartient au chef de la horde nogaï ou mangit, Idiqou ou Edigu (1400-1412).
- Théodore Paléologue, despote du Péloponnèse, vend Corinthe aux Chevaliers de Rhodes[23].
- Peste à Sienne : Bernardin de Sienne se fait remarquer par son courage et sa charité auprès des malades[24].
- Jan Hus (1371-1415), issu d’une famille pauvre de la Bohême du Sud est ordonné prêtre après ses études à l’université de Prague[25].
- Le patriarche de Constantinople désigne l’évêque Iosif de Cetatea Albă pour le siège métropolitain de Moldovalachie[26] à Suceava puis à Iași.
- Rénovation de l’université de Cracovie par Ladislas II Jagellon. Elle sera renommée au XVe siècle pour son école d’astronomie et de mathématiques[27].